# Васичев, Иван Иванович
Иван Иванович Васичев (1922 — 30 октября 1957) — полный кавалер Ордена Славы, командир отделения взвода пешей разведки 172-го гвардейского стрелкового полка, гвардии старший сержант.

## Биография
Иван Иванович Васичев родился в 1922 году в деревне Усадье (ныне Перемышльского района Калужской области) в крестьянской семье. Русский. Член ВКП(б) с 1945 года. Образование начальное. До и в начале войны работал в колхозе. В РККА с 1942 года. В боях в Великую Отечественную войну с сентября 1943 года. Особо отличился в боях за освобождение Польши и при штурме Берлина.
Автоматчик 172-го гвардейского стрелкового полка (57-я гвардейская стрелковая дивизия, 8-я гвардейская армия, 1-й Белорусский фронт) гвардии сержант И. И. Васичев в период боёв с 20 по 22 июля 1944 года, в районе сёл Гнишев и Рудка (южнее г. Дембица, Польша), при отражении вражеских контратак истребил свыше 10 гитлеровских солдат и офицеров, участвовал в форсировании реки Западный Буг. 22 июля 1944 года награждён Орденом Славы 3-й степени.
Командир отделения взвода пешей разведки И. И. Васичев, в боях с 26 января по 3 февраля 1945 года, при форсировании реки Одер, южнее г. Кюстрин (ныне Костшин-над-Одрон, Польша), уничтожил 15 и захватил в плен несколько гитлеровцев. 27 февраля 1945 года награждён Орденом Славы 2-й степени (№ 25444).
Во время уличных боёв в г. Берлине (Германия) с 23 апреля по 2 мая 1945 года, гвардии старший сержант И. И. Васичев сразил свыше 10 вражеских солдат и офицеров, гранатой подорвал пулемётную точку. 15 мая 1946 года награждён Орденом Славы 1-й степени (№ 1206).
В 1945 году демобилизован. Жил в деревне Алексеевка Ферзиковского района Калужской области. Работал в колхозе бригадиром.
Умер 30 октября 1957 года.

### Семья
Жена — Зинаида Ефимовна.
Сын- Васичев Анатолий Иванович.
Правнучка- Васичева Ксения Владимировна. Правнук- Васичев Иван Анатольевич

## Награды
- Орден Отечественной войны I степени.
- Орден Славы I степени[4].
- Орден Славы II степени[5].
- Орден Славы III степени[6].
- медаль «За отвагу»[7].
- Медали СССР.